# تيرازوسين
تيرازوسين ويباع تحت الاسم التجاري هيترين وغيره، هو دواء يستخدم لعلاج أعراض تضخم الموثة وارتفاع ضغط الدم. بالنسبة لارتفاع ضغط الدم، فهو خيار أقل تفضيلاً. يؤخذ هذا الدواء عن طريق الفم.
تشمل الآثار الجانبية الشائعة الدوخة وصداع والتعب وتورم وغثيان، وانخفاض ضغط الدم الوضعي. قد تشمل الآثار الجانبية الخطيرة القساح وانخفاض ضغط الدم. يجب تحكم بسرطان البروستاتا قبل بدء العلاج. وهو أحد حاصرات مستقبلات ألفا-1 يعمل عن طريق استرخاء الأوعية الدموية وفتح المثانة.
سجل دواء ترازوسين براءة اختراع في عام 1975 ودخل حيز الاستخدام الطبي في عام 1985. وهو متاح كدواء عام. العرض الشهري في المملكة المتحدة يكلف هيئة الخدمات الصحية الوطنية أقل من 2 جنيه إسترليني اعتبارًا من عام 2019. في الولايات المتحدة تبلغ تكلفة البيع بالجملة لهذا المبلغ حوالي 4.50 دولار أمريكي. في عام 2017، كان الدواء هو الدواء رقم 194 الأكثر شيوعًا في الولايات المتحدة، مع أكثر من مليوني وصفة طبية.

## تركيبات
يتوفر بجرعات 1 ملغ، 2 ملغ، 5 ملغ أو 10 ملغ.

## تَركِيب

مَرَكّب تيرازوسين: